# Eichmühle (Arnschwang)
Eichmühle ist ein Ortsteil der Gemeinde Arnschwang im Oberpfälzer Landkreis Cham in Bayern.

## Geografie
Eichmühle liegt auf dem Südostufer des Chamb, 2 Kilometer südöstlich der Bundesstraße 20 am Südwestrand von Arnschwang. Eichmühle liegt 700 Meter südlich vom Bahnhof Arnschwang der Bahnstrecke Schwandorf–Furth im Wald.

## Geschichte
Eichmühle wurde 1058 in einem Diplom Kaiser Heinrich IV. als zu Grasfilzing gehörige Mühle beschrieben. Sie gehörte zur Mark Cham.
1808 wurde die Verordnung über das allgemeine Steuerprovisorium erlassen. Mit ihr wurde das Steuerwesen in Bayern neu geordnet und es wurden Steuerdistrikte gebildet. Dabei kam Eichmühle zum Steuerdistrikt Arnschwang. Der Steuerdistrikt Arnschwang bestand aus den Ortschaften Arnschwang, Eichmühle, Dürnberg und Warmleiten.
1821 wurden im Landgericht Cham Gemeinden gebildet. Dabei kam Eichmühle zur patrimonialgerichtischen Gemeinde Arnschwang. Sie war weitgehend mit dem Steuerdistrikt Arnschwang identisch und umfasste die Ortschaften Arnschwang, Dürnberg, Eichmühle, Enklarn, Faustendorf, Kellerweg und Warmleiten.
Eichmühle gehört zur Pfarrei Arnschwang. 1997 hatte Eichmühle 8 Katholiken.

## Einwohnerentwicklung ab 1838
| Jahr | Einwohner | Gebäude |
| ---- | --------- | ------- |
| 1838 | 9         | 1       |
| 1861 | 8         | 6       |
| 1871 | 7         | 7       |
| 1885 | 6         | 1       |
| 1900 | 8         | 2       |
| 1913 | 9         | 1       |

| Jahr | Einwohner | Gebäude |
| ---- | --------- | ------- |
| 1925 | 7         | 1       |
| 1950 | 12        | 1       |
| 1961 | 4         | 1       |
| 1970 | 4         | k. A.   |
| 1987 | 8         | 2       |
| 2011 | 6         | k. A.   |

## Denkmalschutz und Tourismus
Südlich der Eichmühle liegt eine spätpaläolithische und mesolithische Freilandstation, Denkmalnummer D-3-6742-0183.
Am Nordrand der Eichmühle führen die folgenden Fernradwege vorbei:
- Ostbayerischer Jakobs-Radpilgerweg (Eschlkam-Regensburg-Donauwörth)[22][23]
- Chambtal-Radweg[24]
- München-Regensburg-Prag Radweg[25]